# Hot Creek (Owens River)
Der Hot Creek ist ein kleines Fließgewässer im Mono County im Osten Kaliforniens, das im Oberlauf selten Wasser führt. Der Mammoth Creek, offiziell ein rechter Nebenfluss des Hot Creek, bildet den hydrologischen Hauptstrang im Flusssystem des Hot Creek. Die Flussläufe liegen im Inyo National Forest.

## Verlauf

### Mammoth Creek
Der Bach beginnt seinen Lauf in der östlichen Sierra Nevada als Mammoth Creek. Er entspringt als Abfluss der Twin Lakes (alias Mammoth Lakes), südlich des Mammoth Mountain, oberhalb der Stadt Mammoth Lakes. Der Bach wird hauptsächlich aus in 2.600 m Höhe geschmolzenem Schneewasser gespeist. Er ist daher recht kalt und erreicht selten mehr als 10 °C.

### Hot Creek
Nachdem der Mammoth Creek die Sierra Nevada verlassen hat, fließt er ostwärts in die Long Valley Caldera, wo ihm im Gebiet der Hot Creek State Fish Hatchery wärmere Wasser aus geothermischen Quellen zufließen.
Bei den Casa Diablo Hot Springs fließ ihm ein kleinerer Bach namens Hot Creek zu, dessen Namen er übernimmt. Trotz dieser Zuflüsse übersteigt seine Temperatur selten 20 °C bevor er die Schlucht „Hot Creek Gorge“ (alias Fumarole Valley) 13 km östlich der Mammoth/Twin Lakes erreicht.
In diesem tiefen Taleinschnitt speisen den Bach weitere zahlreiche heiße Quellen mit heißem Wasser – sowohl aus der Umgebung, als auch im Bachbett selbst. Seine Mündung befindet sich am Zusammenfluss mit dem Owens River oberhalb des Lake Crowley.

## Ökologie
Die Quellen in der Nähe vom Hot Creek beherbergen eine der beiden bekannten Populationen des als gefährdet („endagered“) eingestuften Owens-Tui-Döbels oder Kärpflings (Siphateles bicolor snyderi syn. Gila bicolor snyderi, englisch Owens tui chub) aus der Familie der Weißfische (Leuciscidae).
Das Vulkanobservatorium des Long Valley Observatory vom United States Geological Survey (USGS) überwacht die Quellaktivität, die Fließgeschwindigkeit, die Wassertemperaturen und -chemie der Flüsse sowie die vulkanische Aktivität der Caldera.

## Hydrothermalsystem des Hot Creek

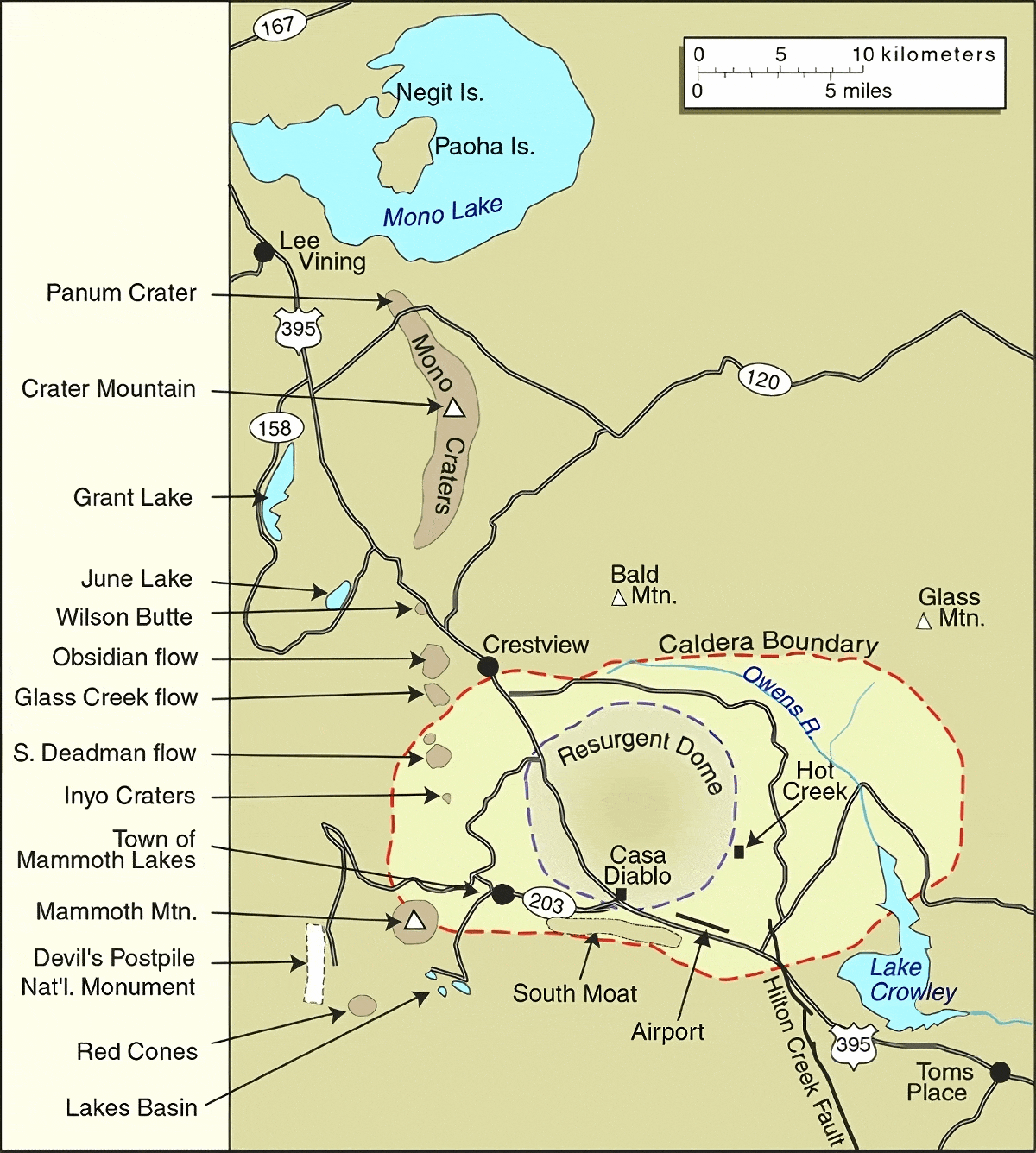
USGS-Karte des Mono Basin mit der Long Valley Caldera (Anklicken bzw. -tippen für Details)

Die Long Valley Caldera entstand ursprünglich vor 760.000 Jahren, als das Dach über der darunter liegenden Magmakammer einstürzte. Etwa 100.000 Jahre danach bildete sich durch den steigenden Druck in der Magmakammer eine wieder aufsteigende Kuppel. Das Gebiet um diese Kuppel ist bis heute geothermisch aktiv und beherbergt eine Reihe von heißen Quellen, darunter den Little Hot Creek (s. u.) und Casa Diablo.
In hydrothermalen Systemen der Caldera wird die Zirkulation des Grundwassers durch eine Kombination aus Topografie (der Lage der Gesteinsschichten) und der geothermischen Wärmequellen angetrieben. Das System wird hauptsächlich durch die Schneeschmelze im Hochland rund um den westlichen und südlichen Rand der Caldera gespeist. Das Schmelzwasser dringt bis in Tiefen von mehreren Kilometern ein, wo es durch heißes Gestein in der Nähe der Inyo-Krater teilweise auf 220 °C oder mehr erhitzt wird, wobei es durch hohen Druck vor dem Sieden bewahrt wird. Trotz dieses Drucks hat das erhitzte Wasser eine geringere Dichte als kaltes Wasser und steigt entlang steil abfallender Brüche aus Tiefen von 0,48 bis 2,01 km auf. Anschließend fließt es ostwärts durch Gesteinsschichten zu den Austrittspunkten, d. h. den hydrothermaler Quellen an der Oberfläche entlang des Hot Creek und rund um den Lake Crowley. Aufgrund von Wärmeverlusten und Vermischung mit kaltem Wasser sinkt die Wassertemperatur nach Osten hin ab; in den Quellen in der Nähe des Lake Crowley liegen die Temperaturen nur noch bei etwa 50 °C.
Die Quellen im Bachbett des Hot Creek entspringen alle entlang eines Abschnitts zwischen zwei Verwerfungen und geben insgesamt etwa 240 Liter heißes Wasser pro Sekunde ab. Dieser Wasserfluss entspricht fast 70 Prozent der gesamten Wärmeabgabe aller Thermalquellen in der Long Valley Caldera. Die weiter östlich gelegenen Thermalquellen geben alle zum erstens weniger Wasser mit zweitens niedrigeren Temperaturen ab.
Die größeren und kräftigeren Quellen entspringen aus Rissen im Vulkangestein der Schlucht Hot Creek Gorge. Die Gesteinsbrüche entstehen, weil das Thermalgebiet in einer Region mit häufigen Erdbeben und aktiver Hebung des Bodens liegt. Werden Risse durch Mineralablagerungen verschlossen, sinken Quellwasser und Temperatur; entstehen dagegen neue Risse oder öffnen sich verschlossene Risse wieder, können Quellwasser und Temperatur plötzlich wieder ansteigen.

## Little Hot Creek
Der Little Hot Creek (in der Mikrobiologie auch kurz als LHC referenziert) ist ein linker (nordwestlicher) Zulauf des Hot Creek. Sein Oberlauf verläuft eine ganze Strecke entlang der Forststraße 3S138 nördlich der fast parallel verlaufenden Antelope Springs Road.
Der Bach wird aus einer Vielzahl von Quellen gespeist, darunter den Little Creek Hot Spings, der Antelope Spring.
In seinem Unterlauf verzweigt der LHC in etliche Arme, die alle in den sich in diesem Abschnitt ebenfalls auffächernden Hot Creek münden.

### Ökologie des LHC
Die mikrobielle Gemeinschaft an Prokaryoten (Bakterien und Archaeen) wurde von Mya Breitbart et al. (2004) untersucht.
Das Team entnahm Proben an verschiedenen Stellen des Bachs sowie anderer heißer Quellen in den USA, darunter auch Casa Diablo Hot Springs nahe der Stelle, wo der Mammoth Creek in den Hot Creek übergeht.
Auch Virusartige Partikel (virus-like particles, VLPs) fanden sich in den Proben; vermutlich handelt es sich um echte Viruspartikel (Virionen) – dafür wäre aber ein Nachweis von entsprechender DNA oder RNA nötig gewesen.
Die Dichte dieser Mikroorganismen variiert offenbar mit der Jahreszeit (und damit der Wassertemperatur).
Diese Temperatur lag am LHC je nach Entnamestelle und Jahreszeit zwischen 29 °C und 82 °C, meist aber im oberen Bereich dieser Spanne.
Damit lag die Temperatur meist über der bekannten Obergrenze für eukaryontisches Leben, weshalb es sich bei den vorhandenen VLPs wahrscheinlich um Phagen (Bakterien- und Archaeenviren) und nicht um Eukaryonten infizierende Viren handelte.
Wie das Team feststellte, machte am Standort bzw. Quelle 4 des LHC die durch die Phagen bedingte Abtötung machte 26 bis 32 % der dortigen mikrobiellen Gemeinschaftsproduktion aus. Auf dieser Grundlage beruht die heutige Annahme, dass Phagen wichtige Bestandteile thermophiler Gemeinschaften sind, wobei die Hauptquelle der Phagen innerhalb der von den Prokaryoten gebildeten mikrobiellen Matten vermutet wird. Die Daten legten aber auch nahe, dass sich sowohl Bakterien als auch Phagen auch im Wasser vermehren; da es sich bei den untersuchten Umgebungen aber um Fließgewässer handelt, sollte aber ein beträchtlicher Teil der Phagen aus dem Untergrund stammen.
Beispiele für Prokaryoten, die in oder am LHC identifiziert wurden (Auswahl):
Archaeen
- Spezies Korarchaeum sp037917625 [Thermoproteota archaeon isolate LHC4] (Korarchaeen) mit Stamm LHC4[15]
- Spezies Candidatus Jordarchaeum sp. LHC_1308 [DTBI01 sp019057675] (Ca. Jord[i]archaeia mit Stamm LHC_1308)[16][17]

Bakterien
- Spezies „Ca. Caldatribacterium californiense“ mit Stamm OP9-cSCG[18]
- Spezies „Ca. Caldatribacterium saccharofermentans“ mit Stamm 77CS[18]

Beide Arten stammen von Proben aus der Quelle LHC4 und werden in das Bakterienphylum Atribacterota klassifiziert.
- Spezies Thermanaeromonas sp. strain AM1 (Clostridia)[21]

Im Jahr 2020 veröffentlichten Jessica K. Jarett et al. ihre Analysen der mikrobiellen Matten im Cono Pool, einer der heißen Quellen im Little Hot Creek. Das Team hatte einen intakten untergetauchten Dendrolith-Kegel, sowie mit einem sterilen Proberohr (englisch straw) die darunter liegende laminierte (aus verschiedenen Schichten bestehende) Matte vom Rand des Beckens aus entnommen. Dank Einzelzellanalyse und Metagenomik konnte die Existenz der Bakterien- und Archaeenviren dabei genetisch belegt werden; bei 42 von 130 untersuchten Einzelzellen wurden dabei Viraus-Contigs gefunden, insgesamt standen 59 Viren mit 34 Wirtsarten in Verbindung. Es wurde auch die Verteilung der Wirt-Virus-Paare in verschiedenen Schichten der Matten untersucht.

## Tourismus
Das Gebiet um den Hot Creek wird vom Inyo National Forest der USA als geologisches Informations- und Erholungsgebiet verwaltet. Es ist beliebt zum Angeln, Schwimmen, Wandern, Vogelbeobachten und Fotografieren.

### Gefahren und zeitweilige Abschnittssperrungen

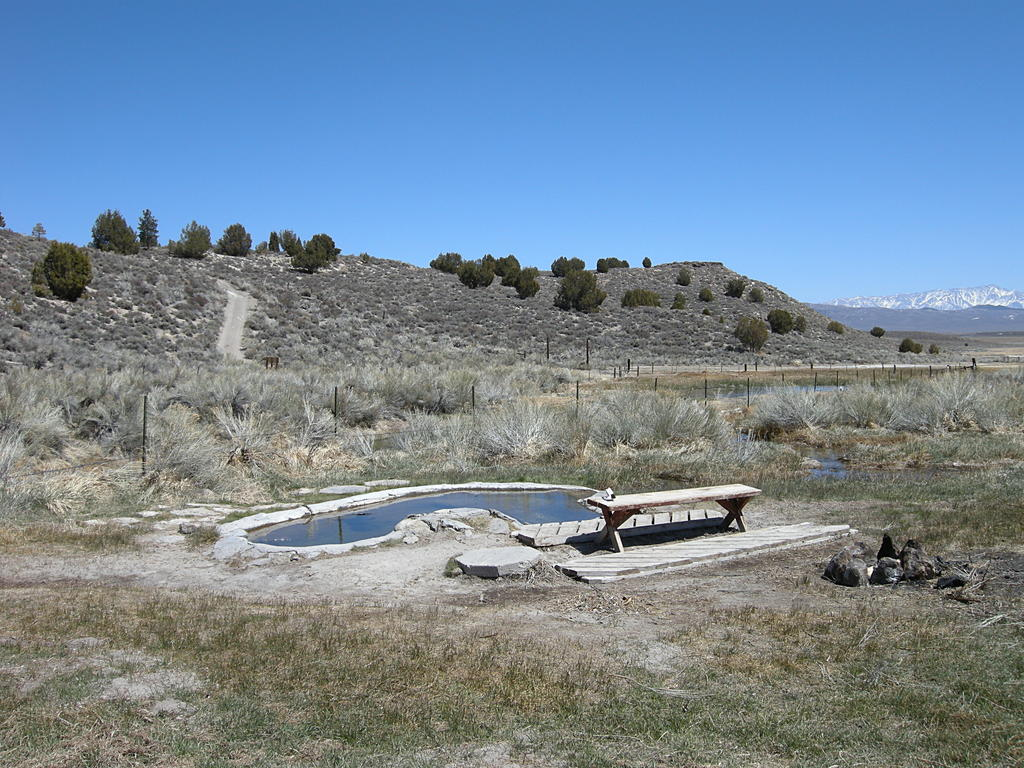
Am Little Hot Creek „Soaking Pool (s. u.)“, im Hintergrund die Forststraße 3S138

Der Hot Creek birgt im Abschnitt der Hot Creek Gorge (Fumarole Valley) jedoch Gefahren, da sich Lage, Abflussmenge und Temperatur der Quellen häufig ändern. Die Veränderungen können plötzlich und für unvorbereitete Besucher gefährlich sein – insbesondere beim Verlassen der Gehwege oder Überschreiten von Zäunen.
Ab Mai 2006 schossen Quellen in und nahe der beliebtesten Badestellen sporadisch sehr heißes, sedimenthaltiges Wasser bis zu zwei Meter über die Bachoberfläche. Diese Aktivität war zeitweise so stark, dass die Knallgeräusche aus mehreren hundert Metern Entfernung hörbar waren. Die Ausbrüche dauerten in der Regel nur wenige Sekunden und traten in unregelmäßigen Abständen auf, mit mehreren Minuten zwischen den Ausbrüchen. Die Fumarolen (d. h. Dampfaustritte) in der Schlucht befanden und befinden sich auch im Boden außerhalb des Bachbetts. Die Unberechenbarkeit dieser gefährlichen Quellaktivität veranlasste den U.S. Forest Service im Juni 2006, Teile der Hot Creek Gorge zu sperren. Diese Sperrung war bis Februar 2016 in Kraft geblieben.

## Trivia
Die Hot Creek Gorge war Drehort von einer ganzen Reihe von Filmen:
- „Der Marshal(l)“ (englisch True Grit) aus dem Jahr 1969, mit John Wayne und Jeff Corey,
- „Land der tausend Abenteuer“ (englisch North to Alaska) aus dem Jahr 1960, ebenfalls mit John Wayne mitspielte
- „Nevada Smith“ mit Steve McQueen aus dem Jahr 1966
- „Shootout – Keine Gnade“ (englisch Shoot Out) mit Gregory Peck aus dem Jahr 1971, in dem auch Jeff Corey aus „True Grit“ mitspielte.

## Weiterführende Literatur
- Emily A. Kraus, Scott R. Beeler, R. Agustin Mors, James G. Floyd, Blake W. Stamps, Heather S. Nunn, Bradley S. Stevenson, Hope A. Johnson, Russell S. Shapiro, Sean J. Loyd, John R. Spear, Frank A. Corsetti et al.: Microscale Biosignatures and Abiotic Mineral Authigenesis in Little Hot Creek, California. In: Frontiers in Microbiology, Band 9, Sec. Aquatic Microbiology, 25. Mai 2018; doi:10.3389/fmicb.2018.00997 (englisch).
- Ray Kepner: Influence of Hot Spring Phages on Community Carbon Metabolism: Win, Lose or Draw? In: Advances in Microbiology, Band 5, Nr. 9, Januar 2015, S. 630–643; doi:10.4236/aim.2015.59066, ResearchGate:281580745 (englisch). Siehe insbes. Fig. 2.